# Asthenolabus daemon
Asthenolabus daemon là một loài tò vò trong họ Ichneumonidae.